# Semiothisa nana
Semiothisa nana là một loài bướm đêm trong họ Geometridae.